# 里海
里海（さとうみ）とは、沿岸海域のうち、人手が加わることで生物生産性や生物多様性が向上した地帯をいう。人間の影響下に多様な生態系が維持されている地域。里山の沿岸海域版といえる。

## 定義
環境省では、里海を「人間の手で陸域と沿岸域が一体的・総合的に管理されることにより、物質循環機能が適切に維持され、高い生産性と生物多様性の保全が図られるとともに、人々の暮らしや伝統文化と深く関わり、人と自然が共生する沿岸海域」と定義している。

## 歴史

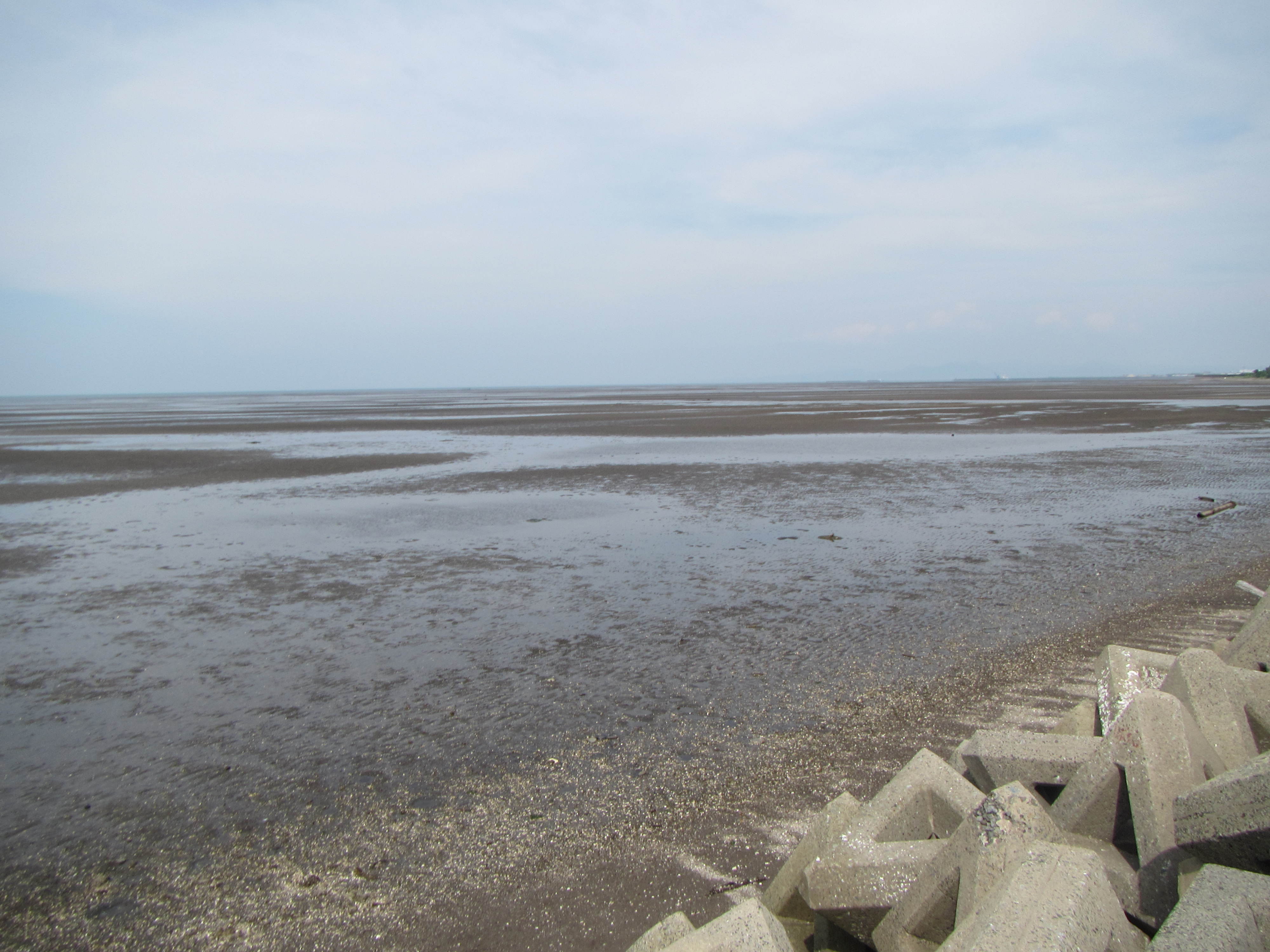
中津干潟

環境省が2007年6月に策定した21世紀環境立国戦略には、「里海」の創生支援が盛り込まれている。これを受けて2008年度からは「里海創生支援事業」が進められており、2008年度には以下の4海域が「里海創生支援海域」として選定されている。2010年度には「里海30選」を選定することも予定されていたが、結局は選定されていない。
- 七尾湾 - 石川県
- 赤穂海岸（播磨灘） - 兵庫県
- 大村湾 - 長崎県
- 中津干潟（周防灘） - 大分県